# Hồng trai
Hồng trai (danh pháp khoa học: Tradescantia zebrina) là một loài thực vật có hoa trong họ Commelinaceae. Loài này được Bosse miêu tả khoa học đầu tiên năm 1849.